# باغويس
بلدية باغويس (بالإسبانية: Bagüés) هي بلدية تقع في مقاطعة سرقسطة التابعة لمنطقة أراغون شمال شرق إسبانيا.

## الديموغرافيا
بلغ عدد سكان بلدية باغويس 21 نسمة عام 2011 (وفقاً للمعهد الوطني الإسباني للإحصاء).
| 34 | 47 | 42 | 37 | 33 | 28 | 21 |